# Il Gruffalo
Il Gruffalo (The Gruffalo) è un cortometraggio d'animazione tedesco-britannico realizzato per la televisione nel 2009, basato sul libro illustrato A spasso col mostro scritto da Julia Donaldson e illustrato da Axel Scheffler.
Diretto da Jakob Schuh e Max Lang, il film è stato prodotto da Michael Rose e Martin Pope della Magic Light Pictures (Londra), in associazione con lo Studio Soi di Ludwigsburg (Germania), che ha sviluppato e creato il film.
La prima televisiva, andata in onda su BBC One il giorno di Natale del 2009, è stata vista da 9,8 milioni di persone. Il film ha ricevuto le candidature sia al premio Oscar che ai BAFTA. È stato proiettato nei cinema statunitensi, distribuito da Kidtoon Films. Nel dicembre 2012, il film e il suo sequel The Gruffalo's Child hanno debuttato in televisione negli Stati Uniti su PBS Kids Sprout.
In Italia è stato trasmesso per la prima volta su Rai Yoyo il 23 dicembre 2012.

## Trama
In un bosco senza piante, una mamma scoiattolo trova una nocciolina. I suoi figli stanno giocando fino a quando non sentono il richiamo di un gufo: spaventati,  fuggono nella tana e chiedono alla madre che racconti loro una storia. Ecco allora quella di un topolino che cammina felicemente in un bosco. Cerca di trovare una nocciolina da mangiare, ma non riesce a trovarne una. Fino a quando non fa un viaggio verso un albero di noci. Il topo incontra uno dopo l'altro tre animali pericolosi (prima una volpe, poi un gufo, poi un serpente) che vogliono mangiarlo. Ma coraggiosamente il roditore usa il suo ingegno per sopravvivere: mente a ciascuno dei nemici e racconta di trovarsi in quel posto dove lo attende per cena un suo amico mostro chiamato Grùffalo, descritto con un aspetto spaventoso, il cui cibo preferito è, casualmente, l'animale che si stava per mangiare il topo. Udita la spaventosa descrizione del mostro, ogni predatore si fa prendere dal panico e scappa.
Il topo continua a camminare tranquillo, fino a quando non si trova di fronte a un vero Grùffalo, che appare esattamente come l'aveva descritto. Anche il mostro vuole mangiarselo, ma il topo gli dice che, seppure piccolo, è un animale così terribile e spaventoso che nella foresta tutti hanno paura di lui. Per verificare quanto detto, il roditore invita il Gruffalo a seguirlo. Mentre i due animali camminano nella foresta, ritrovano il serpente, il gufo e la volpe, che scappano appena vedono il topo con alle spalle il mostro gigantesco. Il roditore naturalmente dice di essere lui stesso la causa della fuga dei predatori. A questo punto, il mostro si convince che quel piccolo topo è davvero spaventoso: quest'ultimo dice di aver fame e il suo cibo preferito è il Gruffalo arrosto, cosicché al mostro non resta altro che scappare in fretta. Finalmente al sicuro, il topo trova una nocciolina e può mangiarsela in santa pace. Quando la mamma scoiattolo termina la sua favola, inizia a cadere la neve.

## Doppiaggio
| Personaggio          | Doppiatore originale | Doppiatore italiano       |
| -------------------- | -------------------- | ------------------------- |
| Mamma scoiattolo     | Helena Bonham Carter | Olivia Manescalchi        |
| Topo                 | James Corden         | Andrea Beltramo           |
| Gruffalo             | Robbie Coltrane      | Alessandro Maria D'Errico |
| Volpe                | Tom Wilkinson        | Roberto Accornero         |
| Gufo                 | John Hurt            | Mario Brusa               |
| Serpente             | Rob Brydon           | Gigi Rosa                 |
| Primo scoiattolino   | Sam Lewis            | Eloisa Brusa              |
| Secondo scoiattolino | Phoebe Givron-Taylor | Isabel Brusa              |

## Accoglienza
Il film è stato trasmesso in televisione per la prima volta su BBC One, il giorno di Natale 2009, visto da 9,8 milioni di persone, con The Daily Mirror che lo ha definito "un classico di famiglia per gli anni a venire". Il sito web di recensioni Den of Geek lo ha descritto come un "pezzo di magia assolutamente affascinante". Paul Connolly di The Daily Mail lo ha definito "accattivante".
Il film è stato trasmesso in tutto il mondo, anche su ZDF in Germania. È stato presentato in anteprima alla televisione degli Stati Uniti il 9 dicembre 2010 su ABC Family durante il suo blocco di programmazione per 25 giorni di Natale. È stato anche trasmesso su YTV in Canada il 18 dicembre 2011.
Il film ha anche riscosso successo tra il pubblico dei festival di tutto il mondo. Oltre alle nomination agli Oscar e ai BAFTA, ha anche ricevuto premi in festival tra cui Annecy International Animation Festival (Francia), Anima Mundi (Brasile), The Broadcast Awards 2011 (Regno Unito), Cartoons on the Bay (Italia), Chicago International Festival dei bambini (Canada), CFC Worldwide Short Film Festival (Canada), Ottawa International Animation Festival (Canada), Prix Jeunesse (Germania), Sapporo Short Fest (Giappone), Shanghai Television Festival (Cina) e Internationales Trick Film Festival (Germania). Il Gruffalo è stato anche nominato per il prestigioso Cartoon d'or 2011.

## Seguito
Il sequel de Il Gruffalo, Gruffalo e la sua piccolina, basato sul seguito del libro illustrato, è stato mostrato alla BBC One il giorno di Natale 2011.